# Кутхилл
Кутхилл (англ. Cootehill, ранее Munnilly; ирл. Muinchille (Мыньхиле), «рукав») — (малый) город в Ирландии, находится в графстве Каван (провинция Ольстер).
Местная железнодорожная станция была открыта 18 октября 1860 года, закрыта для товаро- и пассажироперевозок 10 марта 1947 года и окончательно закрыта 20 июня 1955 года.

## Демография

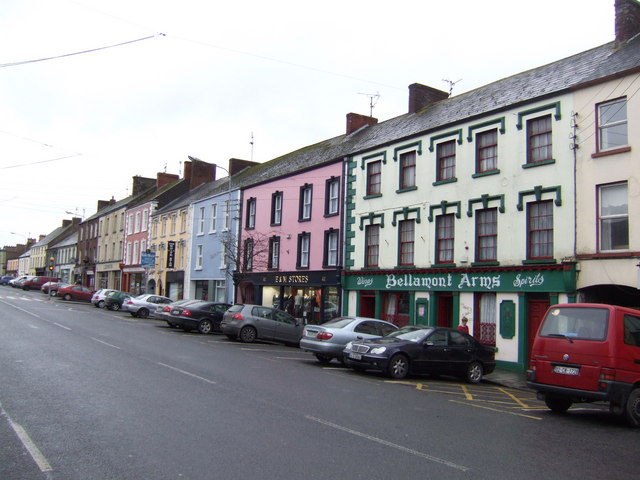
Рыночная улица

Население — 1892 человека (по переписи 2006 года). В 2002 году население составляло 1744 человек. При этом, население внутри городской черты (legal area) было 1243, население пригородов (environs) — 649.
Данные переписи 2006 года:
| Общие демографические показатели |               |                               |                               |      |      |
| Всё население                    | Всё население | Изменения населения 2002—2006 | Изменения населения 2002—2006 | 2006 | 2006 |
| 2002                             | 2006          | чел.                          | %                             | муж. | жен. |
| 1744                             | 1892          | 148                           | 8,5                           | 968  | 924  |

В нижеприводимых таблицах сумма всех ответов (столбец «сумма»), как правило, меньше общего населения населённого пункта (столбец «2006»).
| Религия (Тема 2 — 5 : Число людей по религиям, 2006) |             |                |             |            |       |      |
| Католики, чел.                                       | Католики, % | Другая религия | Без религии | не указано | сумма | 2006 |
| 1703                                                 | 90,0        | 112            | 55          | 22         | 1892  | 1892 |

| Этно-расовый состав (Этничность. Тема 2 — 3 : Постоянное население по этническому или культурному происхождению, 2006) |            |              |       |        |        |            |       |       |
| Белые ирландцы | Лухт-шулта | Другие белые | Негры | Азиаты | Другие | Не указано | сумма | 2006  |
| 1612 | 4          | 178          | 2     | 4      | 25     | 39         | 1864  | 1892  |
| Доля от всех отвечавших на вопрос, %                                                                                   |            |              |       |        |        |            |       |       |
| 86,5 | 0,2        | 9,5          | 0,1   | 0,2    | 1,3    | 2,1        | 100   | 98,51 |

1 — доля отвечавших на вопрос о языке от всего населения.
| Владение ирландским языком (Тема 3 — 1 : Число людей от 3 лет и старше по способности говорить по-ирландски, 2006) |      |            |       |       |
| Владеете ли Вы ирландским языком?                                                                                  |      |            |       |       |
| Да | Нет  | Не указано | сумма | 2006  |
| 600 | 1175 | 56         | 1831  | 1892  |
| Доля от всех отвечавших на вопрос о языке, %                                                                       |      |            |       |       |
| 32,8 | 64,2 | 3,1        | 100   | 96,81 |

1 — доля отвечавших на вопрос о языке от всего населения.
| Использование ирландского языка (Тема 3 — 2 : Говорящие по-ирландски от 3 лет и старше по частоте использования ирландского языка, 2006) |                                                            |                                               |                                               |                                               |                                               |                                               |       |                                     |      |
| Как часто и где Вы говорите по-ирландски?                                                                                                |                                                            |                                               |                                               |                                               |                                               |                                               |       |                                     |      |
| ежедневно, только в образовательных учреждениях                                                                                          | ежедневно, как в образовательных учреждениях, так и вне их | в других местах (вне образовательной системы) | в других местах (вне образовательной системы) | в других местах (вне образовательной системы) | в других местах (вне образовательной системы) | в других местах (вне образовательной системы) | сумма | всего, отвечавших на вопрос о языке | 2006 |
| ежедневно, только в образовательных учреждениях                                                                                          | ежедневно, как в образовательных учреждениях, так и вне их | ежедневно                                     | каждую неделю                                 | реже                                          | никогда                                       | не указано                                    | сумма | всего, отвечавших на вопрос о языке | 2006 |
| 145 | 6                                                          | 13                                            | 26                                            | 227                                           | 172                                           | 11                                            | 600   | 1831                                | 1892 |
| Доля от всех отвечавших на вопрос о языке, %                                                                                             |                                                            |                                               |                                               |                                               |                                               |                                               |       |                                     |      |
| 7,9 | 0,3                                                        | 0,7                                           | 1,4                                           | 12,4                                          | 9,4                                           | 0,6                                           | 32,8  | 100                                 |      |

| Типы частных жилищ (Тема 6 — 1(a) : Число частных домовладений по типу размещения, 2006) |          |         |                 |            |       |      |
| Отдельный дом                                                                            | Квартира | Комната | Переносные дома | не указано | сумма | 2006 |
| 625                                                                                      | 70       | 8       | 1               | 23         | 727   | 1892 |